# Raoul-Auger Feuillet
Raoul-Auger Feuillet (ur. około 1660, zm. 14 czerwca 1710) – francuski tancerz i choreograf.

## Życiorys
Był uczniem Pierre’a Beauchampa i wraz z nim współwynalazcą systemu pisma tanecznego. Nauczał tańca w Paryżu. W 1700 roku opublikował traktat Chorégraphie, ou L’art de décrire la danse par caractères, figures et signes démonstratifs, pierwsze w historii dzieło zawierające opis reguł notacji tanecznej i objaśnienia znaków wraz ze zbiorami tańców. Już w 1706 roku dzieło to zostało przełożone przez P. Sirisa na język angielski pt. The Art of Dancing Demonstrated in Characters and Figures. W latach 1704–1709 wydał ponadto kilka zbiorów tańców pt. Recueils de danses.
W 1704 roku Beauchamp wytoczył mu proces o plagiat systemu notacji tanecznej, który Feuillet wygrał.